# Dryopteris hendersonii
Dryopteris hendersonii är en träjonväxtart som först beskrevs av Richard Henry Beddome, och fick sitt nu gällande namn av Carl Frederik Albert Christensen. Dryopteris hendersonii ingår i släktet Dryopteris och familjen Dryopteridaceae. Inga underarter finns listade.